# Collin Chartier
Collin Chartier, né le 14 novembre 1993 à Monterey en Californie, est un triathlète professionnel américain, vainqueur sur triathlon Ironman et Ironman 70.3.

## Biographie
Collin Chartier est contrôlé positif à l'EPO en février 2023. Reconnaissant l'utilisation de produit dopant, il est suspendu pendant trois ans, tous ces resultats post février 2023 sont annulés. Assumant son erreur, il présente, au travers des réseaux sociaux, ses excuses à sa famille et à la communauté du sport et du triathlon.

## Palmarès
Ces tableaux présentent les résultats les plus significatifs (podium) obtenus sur le circuit international de triathlon depuis 2019,.
| Année | Compétition                                  | Pays       | Position      | Temps           |
| ----- | -------------------------------------------- | ---------- | ------------- | --------------- |
| 2022  | Ironman Mont-Tremblant                       | Canada     | Médaille d'or | 8 h 8 min 39 s  |
| 2022  | PTO - US Open                                | États-Unis | Médaille d'or | 3 h 17 min 16 s |
| 2021  | Challenge Salou                              | Espagne    | Médaille d'or | 3 h 28 min 52 s |
| 2019  | Ironman 70.3 Carthagène                      | Colombie   | Médaille d'or | 3 h 43 min 39 s |
| 2019  | Coupe Panaméricaine - l'étape de Santa Marta | Colombie   | Médaille d'or | 1 h 51 min 2 s  |
| 2019  | Coupe Panaméricaine - l'étape de Salinas     | Équateur   | Médaille d'or | 1 h 48 min 24 s |
| 2019  | Coupe Panaméricaine - l'étape de Habana      | Cuba       | Médaille d'or | 1 h 50 min 50 s |